# Nathan J. Robinson
Nathan James Robinson es un periodista anglo-estadounidense, comentarista político y editor en jefe de la revista  Current Affairs, que fundó en 2015.

## Primeros años y educación
Nacido en Stevenage en Hertfordshire, Robinson se mudó con su familia a Sarasota en Florida, a los cinco años. Su padre trabajaba para una empresa internacional de formación corporativa en Gran Bretaña. antes de la mudanza. Se convirtió en ciudadano estadounidense, junto con su familia, en 2001. Robinson asistió a Pine View School en Osprey, Florida, antes de asistir a Universidad de Brandeis, graduándose con una licenciatura y una maestría en ciencas políticas. Robinson recibió su J.D. título de Yale Law School. Después realizó un doctorado en sociología y política social en la Universidad de Harvard. Se tomó un permiso de ausencia del programa después de fundar  Current Affairs, finalmente recibió su doctorado en mayo de 2022. A partir de 2021, Robinson vive en Nueva Orleans, Luisiana.

## Trayectoria profesional
Robinson fundó la revista progresista de izquierda Current Affairs en 2015 después de que una campaña de Kickstarter recaudara 16 000 dólares.
El 10 de febrero de 2021, Robinson publicó un artículo alegando que el editor de la versión estadounidense de The Guardian John Mulholland lo despidió por tuitear críticas a la ayuda militar estadounidense a Israel; Robinson había sido columnista de The Guardian. Robinson escribió un par de tuits, el primero decía:
"¿Sabías que el Congreso de los Estados Unidos no puede autorizar ningún gasto nuevo a menos que una parte de él se dirija a la compra de armas para Israel? Es la ley."
el segundo decía:
"o si no es realmente la ley escrita, entonces tan arraigada en la costumbre política que funcionalmente es indistinguible de la ley"
En su artículo, dijo que los tuits eran una broma. En otro tuit, Robinson compartió una imagen de un correo electrónico supuestamente enviado por Mulholland que decía que, dado que no existe tal ley, el tuit era "noticias falsas"; señalando la prevalencia de tropos antisemitas con respecto al control judío de la vida pública estadounidense, el correo electrónico declaró que el tuit de Robinson era antisemita. A El representante de "Guardian US" declaró que Robinson "no era un empleado del personal ni tenía contrato y, por lo tanto, no fue 'despedido'". La revista Reason dijo que la distinción es marginal para los columnistas recurrentes.
Robinson ha publicado críticas de Jordan Peterson, Ben Shapiro, Pete Buttigieg, Joe Biden, y otros.
En agosto de 2021, Robinson pidió a varios empleados de "Current Affairs" que renunciaran después de desacuerdos sobre cómo debería administrarse la empresa. Algunos empleados acusaron a Robinson de pedir a los empleados que renunciaran porque querían que la revista fuera una cooperativa propiedad de los trabajadores. El periodista Glenn Greenwald llamó a Robinson un "hipócrita descarado" en Twitter, and National Review La escritora Caroline Downey calificó las acciones de Robinson de hipócritas. En respuesta, Robinson dijo que no se oponía a que la revista fuera una cooperativa propiedad de los trabajadores, y que los pedidos de renuncia se debían a la "disfunción" organizativa y la preocupación de que la revista "parecía estar perdiendo de vista sus objetivos políticos centrales".

## Opiniones políticas
Robinson es un defensor del socialismo libertario, citando a Noam Chomsky como su principal influencia política. Ha criticado tanto el socialismo de estado totalitario como el capitalismo libertario de libre mercado. Apoya los derechos LGBT, el derecho al aborto, los derechos de los animales, y e Medicare for All.
Robinson ha sido crítico de la política exterior estadounidense, incluidas sus intervenciones militares en Afganistán, Siria e Irak. Ha seguido siendo crítico con Israel y su historial de derechos humanos. También ha criticado el apoyo de Estados Unidos a Israel y la hostilidad de Estados Unidos hacia los críticos de Israel.
Robinson apoyó a Bernie Sanders en las elecciones presidenciales de Estados Unidos de 2016. Después de que Sanders perdió la nominación demócrata ante Hillary Clinton, Robinson votó por Clinton. En las elecciones presidenciales de Estados Unidos de 2020 volvió a apoyar a Sanders, y luego a Joe Biden después de que Biden ganara el Nominación demócrata. A pesar de ser crítico con Biden y Kamala Harris, creía que Donald Trump era una amenaza mayor.
Robinson se identifica como ateo, y ha criticado a destacados exponentes del Nuevo Ateísmo, como Sam Harris, Christopher Hitchens o Richard Dawkins, afirmando que: "en el peor de los casos eran intolerantes e ignorantes, poseyendo las mismas cualidades que deploraban en lo religioso".

## Libros
- 2015 Blueprints for a Sparkling Tomorrow: Thoughts on Reclaiming the American Dream. Demilune Press; ISBN 978-0-69247-981-0 (13).
- 2016 Superpredator: Bill Clinton's Use and Abuse of Black America. Demilune Press; ISBN 978-0-69273-689-0 (13).
- 2017 Trump: Anatomy of a Monstrosity. Demilune Press; ISBN 978-0-99784-477-1 (13).
- 2017 The Current Affairs Mindset: Essays on People, Politics, and Culture. Demilune Press; ISBN 978-0-99784-472-6 (13).
- 2018 Nocturnal Emissions: A Diary of Dreams. Demilune Press; ISBN 978-0-99784-471-9.
- 2018 Interesting Times: Arguments & Observations. Demilune Press; ISBN 978-0-99784-479-5 (13).
- 2018 The Current Affairs Rules For Life. Demilune Press; ISBN 978-0-99784-478-8 (13).
- 2019 Why You Should Be a Socialist. All Points Books; ISBN 978-1-25020-086-0 (13).
- 2019 My Affairs: A Memoir of the Magazine Industry (2016–2076). Independently published; ISBN 978-1-70729-563-0 (13).
- 2023 Responding to the Right: Brief Replies to 25 Conservative Arguments; Paperback – Feb. 14 2023
- 2023 Echoland: A Comprehensive Guide to a Nonexistent Place; Current Affairs Press (19 de abril de 2023)

### Libros ilustrados
- 2013 The Man Who Accidentally Wore His Cravat to a Gymnasium. Demilune Press; ISBN 978-0-61580-093-6 (13).
- 2014 Don't Let The Pigeon Question The Rules! Demilune Press; ISBN 978-0-69231-906-2.
- 2014 California Sojourn: An Illustrated Diary of Los Angeles. Demilune Press; ISBN 978-0-69230-393-1.
- 2018 The Current Affairs Big Book of Amusements, with Lyta Gold. Current Affairs Press; ISBN 978-0-99784-473-3.